# Бозер, Таннер
Таннер Вилбон Николас Бозер (англ. Tanner Vilbon Nicholas Boser; род. 2 августа 1991, Боннивилль, Альберта) — канадский боец смешанного стиля, представитель тяжёлой весовой категории. Выступает на профессиональном уровне начиная с 2012 года, известен по участию в турнирах таких бойцовских организаций как UFC, ACB, KOTC, M-1 Global, Unified MMA и др.

## Биография
Таннер Бозер родился 2 августа 1991 года в городе Боннивилл, провинция Альберта.
В детстве в течение десяти лет практиковал сито-рю карате, получив в этой дисциплине чёрный пояс. Позже освоил бразильское джиу-джитсу — в конечном счёте удостоился пурпурного пояса. По окончании старшей школы работал водителем грузовика в нефтяной компании, подрабатывал вышибалой в баре.

### Начало профессиональной карьеры
Дебютировал в смешанных единоборствах на профессиональном уровне в сентябре 2012 года, в начале карьеры дрался в основном в Эдмонтоне в местном небольшом промоушене Unified MMA, где одержал множество побед и некоторое время владел титулом чемпиона в тяжёлой весовой категории. Также провёл два поединка в организации King of the Cage. Дважды встречался с сильным соотечественником Тимом Хейгом, сначала потерпел от него поражение нокаутом уже на шестой секунде первого раунда, затем взял реванш, нокаутировав своего соперника в середине второго раунда.
В 2017—2018 годах являлся бойцом крупного российского промоушена Absolute Championship Berkut, где в общей сложности провёл шесть поединков: три выиграл и три проиграл.
В марте 2019 года отметился выступлением на турнире M-1 Global в Казахстане, здесь его поединок завершился ничьей.

### Ultimate Fighting Championship
Имея в послужном списке 16 побед и 5 поражений, Бозер привлёк к себе внимание крупнейшей бойцовской организации мира Ultimate Fighting Championship и в 2019 году подписал с ней долгосрочный контракт. Изначально его дебют планировался в июле на домашнем турнире UFC 240 в Эдмонтоне, но его соперник Джакомо Лемус провалил допинг-тест, и обоих бойцов в итоге убрали из карда. Бозер впервые вышел в октагон UFC в октябре на турнире UFC on ESPN 6 в Бостоне, выиграв единогласным решением судей у Дэниела Шпица.
В декабре 2019 года на турнире UFC Fight Night 165 в Пусане единогласным решением уступил представителю Франции Сирилу Гану.
В марте 2020 года должен был выступить на UFC on ESPN 8 в Колумбусе, где его соперником планировался Джефф Хьюз, но в конечном счёте турнир отменили из-за распространения пандемии COVID-19.
В июне 2020 года на турнире без зрителей UFC on ESPN 12 в Лас-Вегасе нокаутировал бразильца Филипе Линса.
Подписав новый контракт с организацией, в июле 2020 года на UFC on ESPN 14 в Абу-Даби вышел в клетку против ещё одного бразильца Рафаэла Песоа. Выиграл этот бой техническим нокаутом во втором раунде и получил награду за лучшее выступление вечера.
Следующим его соперником стал Андрей Орловский, их противостояние изначально планировалось в октябре на UFC on ESPN 16, но из-за болезни Орловского было перенесено на ноябрьский турнир UFC on ESPN 17. Бозер проиграл этот бой единогласным решением судей.

## Статистика в профессиональном ММА
| Боёв 32  | Побед 21 | Поражений 10 |
| -------- | -------- | ------------ |
| Нокаутом | 11       | 2            |
| Сдачей   | 2        | 0            |
| Решением | 8        | 8            |
| Ничьи    | 1        | 1            |

| Результат | Рекорд  | Соперник           | Способ                 | Турнир                                       | Дата             | Раунд | Время | Место                     | Примечание                                                   |
| --------- | ------- | ------------------ | ---------------------- | -------------------------------------------- | ---------------- | ----- | ----- | ------------------------- | ------------------------------------------------------------ |
| Победа    | 21-10-1 | Алекса Камур       | Единогласное решение   | UFC on ESPN: Сендхэген vs. Фонт              | 5 августа 2023   | 3     | 5:00  | Нэшвилл, Теннеси, США     |                                                              |
| Поражение | 20-10-1 | Ион Куцелаба       | TKO (удары)            | UFC on ESPN: Холлоуэй vs. Аллен              | 15 апреля 2023   | 1     | 2:05  | Канзас-Сити, Миссури, США |                                                              |
| Поражение | 20-9-1  | Родриго Насцименто | Раздельное решение     | UFC Fight Night: Сэндхэген vs. Сун           | 17 сентября 2022 | 3     | 5:00  | Лас-Вегас, Невада, США    |                                                              |
| Победа    | 20-8-1  | Овинс Сен-Прё      | KO (удары)             | UFC Fight Night: Ган vs. Волков              | 26 июня 2021     | 2     | 2:31  | Лас-Вегас, Невада, США    |                                                              |
| Поражение | 19-8-1  | Илир Латифи        | Раздельное решение     | UFC Fight Night: Розенстрайк vs. Сакаи       | 5 июня 2021      | 3     | 5:00  | Лас-Вегас, США            |                                                              |
| Поражение | 19-7-1  | Андрей Орловский   | Единогласное решение   | UFC on ESPN: Santos vs. Teixeira             | 7 ноября 2020    | 3     | 5:00  | Лас-Вегас, США            |                                                              |
| Победа    | 19-6-1  | Рафаэл Песоа       | TKO (удары руками)     | UFC on ESPN: Whittaker vs. Till              | 26 июля 2020     | 2     | 2:36  | Абу-Даби, ОАЭ             | Выступление вечера.                                          |
| Победа    | 18-6-1  | Филипе Линс        | KO (удары руками)      | UFC on ESPN: Poirier vs. Hooker              | 27 июня 2020     | 1     | 2:41  | Лас-Вегас, США            |                                                              |
| Поражение | 17-6-1  | Сирил Ган          | Единогласное решение   | UFC Fight Night: Edgar vs. The Korean Zombie | 21 декабря 2019  | 3     | 5:00  | Пусан, Южная Корея        |                                                              |
| Победа    | 17-5-1  | Дэниел Шпиц        | Единогласное решение   | UFC on ESPN: Reyes vs. Weidman               | 18 октября 2019  | 3     | 5:00  | Бостон, США               |                                                              |
| Победа    | 16-5-1  | Джаред Килкенни    | TKO (удары по ногам)   | Unified MMA 37                               | 24 мая 2019      | 4     | 2:17  | Инок, Канада              | Защитил титул чемпиона Unified MMA в тяжёлом весе.           |
| Ничья     | 15-5-1  | Заур Гаджибабаев   | Решение большинства    | M-1 Challenge 101                            | 8 марта 2019     | 3     | 5:00  | Алма-Ата, Казахстан       |                                                              |
| Поражение | 15-5    | Салимгерей Расулов | Единогласное решение   | ACB 90                                       | 10 ноября 2018   | 3     | 5:00  | Москва, Россия            |                                                              |
| Победа    | 15-4    | Чейз Гормли        | Единогласное решение   | ACB 88                                       | 16 июня 2018     | 3     | 5:00  | Брисбен, Австралия        |                                                              |
| Победа    | 14-4    | Ди Джей Линдерман  | Единогласное решение   | ACB 81                                       | 28 февраля 2018  | 3     | 5:00  | Дубай, ОАЭ                |                                                              |
| Победа    | 13-4    | Дейв Крайер        | KO (удары руками)      | ACB 72                                       | 14 сентября 2017 | 2     | 4:19  | Монреаль, Канада          |                                                              |
| Поражение | 12-4    | Денис Смолдарев    | Единогласное решение   | ACB 61                                       | 20 мая 2017      | 3     | 5:00  | Санкт-Петербург, Россия   |                                                              |
| Поражение | 12-3    | Мухумат Вахаев     | Единогласное решение   | ACB 54                                       | 11 марта 2017    | 3     | 5:00  | Манчестер, Англия         |                                                              |
| Победа    | 12-2    | Раким Кливленд     | Единогласное решение   | Unified MMA 29                               | 16 декабря 2016  | 3     | 5:00  | Эдмонтон, Канада          | Защитил титул чемпиона Unified MMA в тяжёлом весе.           |
| Победа    | 11-2    | Джоуи Ягер         | Единогласное решение   | Unified MMA 28                               | 30 сентября 2016 | 5     | 5:00  | Эдмонтон, Канада          | Защитил титул чемпиона Unified MMA в тяжёлом весе.           |
| Победа    | 10-2    | Тони Лопес         | Единогласное решение   | Unified MMA 27                               | 3 июня 2016      | 3     | 5:00  | Монреаль, Канада          | Получил титул чемпиона Unified MMA в тяжёлом весе.           |
| Поражение | 9-2     | Казбек Саидалиев   | Единогласное решение   | Akhmat Fight Show 18                         | 9 апреля 2015    | 3     | 5:00  | Грозный, Россия           |                                                              |
| Победа    | 9-1     | Тим Хейг           | KO (удары локтями)     | Unified MMA 26                               | 4 февраля 2016   | 2     | 2:30  | Эдмонтон, Канада          |                                                              |
| Победа    | 8-1     | Виктор Валимаки    | TKO (удары по ногам)   | Unified MMA 24                               | 25 сентября 2015 | 2     | 3:33  | Эдмонтон, Канада          |                                                              |
| Победа    | 7-1     | Джаред Хендерсон   | TKO (удары локтями)    | KOTC: Mach 3                                 | 12 июня 2015     | 1     | 3:54  | Эдмонтон, Канада          |                                                              |
| Поражение | 6-1     | Тим Хейг           | KO (удары руками)      | Unified MMA 22                               | 27 марта 2015    | 1     | 0:06  | Эдмонтон, Канада          | Лишился титула чемпиона Unified MMA в тяжёлом весе.          |
| Победа    | 6-0     | Джордан Трейси     | TKO (удары руками)     | Unified MMA 20                               | 26 сентября 2014 | 3     | 2:39  | Эдмонтон, Канада          | Получил вакантный титул чемпиона Unified MMA в тяжёлом весе. |
| Победа    | 5-0     | Ник Кэмпбелл       | Сдача (удушение сзади) | Unified MMA 18                               | 28 марта 2014    | 2     | 3:33  | Эдмонтон, Канада          | Бой в полутяжёлом весе.                                      |
| Победа    | 4-0     | Уильям Каррир      | Единогласное решение   | Xcessive Force FC 3                          | 14 декабря 2013  | 3     | 5:00  | Гранд-Прери, Канада       | Бой в промежуточном весе 97,5 кг.                            |
| Победа    | 3-0     | Мэттью Свиммер     | TKO (удары руками)     | KOTC: Anger Therapy                          | 25 сентября 2013 | 1     | 2:32  | Эдмонтон, Канада          |                                                              |
| Победа    | 2-0     | Делл Кнебуш        | Сдача (удушение сзади) | Unified MMA 16                               | 21 июня 2013     | 1     | 3:03  | Эдмонтон, Канада          |                                                              |
| Победа    | 1-0     | Майк Коби          | TKO (удары руками)     | Unified MMA 13                               | 5 сентября 2012  | 3     | 3:44  | Эдмонтон, Канада          | Профессиональный дебют.                                      |